# Martinsneukirchen
Martinsneukirchen ist ein Gemeindeteil der Gemeinde Zell im Oberen Bayerischen Wald in der Oberpfalz in Bayern. 

## Geographie
Das Kirchdorf ist umgeben vom Tannenfels (633 m) und Hadriwa (676 m) im Westen, vom Maierberg (571 m) im Süden und vom Mantelberg im Nordosten. Nach Nordwesten bietet sich ein Ausblick auf die Burgruine Lobenstein von Zell.

## Erste Belege
Die ersten Menschen in der Umgebung von Martinsneukirchen dürften sich bereits seit der keltischen Zeit aufgehalten haben. Dies belegen Schalensteine in der umliegenden Gegend. Eine Besiedelung der Gegend wird seit dem 9. Jahrhundert angenommen. Im Jahre 937 wird Martinsneukirchen erstmals in lateinischer Sprache Nov. Par. d. S. Martini (deutsch: eine neue Pfarrei des Heiligen Martin) erwähnt. In einer Urkunde aus dem Jahre 1237 des St. Johann-Stifts zu Regensburg wird der Name des Pfarrers 'Ernestus zu Niwnkirchen des Sand Merteins' erwähnt.

## Geschichte
Der Ortsname leitet sich vom Kirchenpatron Martin, für den eine neue Kirche gebaut wurde, her. Es wird vermutet, dass sich die alte Martinskirche in Mattenzell befand.
An Martinsneukirchen führte einst ein historischer Heerweg vorbei, der die Ortschaften Roding und Wörth a. D. verbunden hatte. 1326 wurde der Ort Niwnkirchen Martini als Pfarrei des Bistums Regensburg genannt. Der Ort hatte damals 10 Häuser und 87 Einwohner. Ein Großteil des Dorfes wurde 1429 durch die Hussiten unter Führung des deutschen Adeligen Burggraf von Prachatitz zerstört. Im Jahre 1434 hatte die Pfarrei einen Pfarrer, zwei Hilfspriester und einen Frühmesser. Damals zählten zur Pfarrei 66 Ortschaften mit 550 Einwohnern, unter den Orten waren: Unterzell, Marienstein, Gfäll, Mühltal, Starzenbach und Schergendorf. Martinsneukirchen zählte 13 Häuser und 90 Einwohner. 1504 wurde der Ort wieder von durchziehenden Truppen heimgesucht, die nach der Schlacht von Wenzenbach in der Gegend raubten und plünderten. 1633 wurde das Dorf von den Schweden unter dem Oberst Taupadel niedergebrannt. Im Jahre 1644 zählte der Ort 15 Häuser und 94 Einwohner. In dieser Zeit wird die Pfarrei Martinsneukirchen mit den Pfarreien Arrach und Zell dem Benediktinerkloster Frauenzell zugeordnet.
Die Kirche wurde 1721 durch ein Feuer zerstört und bis 1729 wieder aufgebaut. Konsekriert wurde die Kirche am 18. August 1729 durch Weihbischof Langwart von Simmern aus Regensburg. Martinsneukirchen wurde 1743 von den Österreichern unter der Führung von Fürst Lobkowitz geplündert. Dabei versuchten sich die Bauern mit Gewehren zu verteidigen, die sie zuvor von den stationierten Franzosen in Wörth holten. 1785 wurde das Mesnerhaus aus dem Jahre 1430 abgerissen und stattdessen ein Lehrerhaus aufgebaut. 1803 wurde die Kirche von Martinsneukirchen zur Filialkirche von Oberzell. 1895 hatte Martinsneukirchen 91 Einwohner, 9 Anwesen und 15 Häuser. Am 12. Juli 1901 war die Grundsteinlegung für das neue Schulgebäude. Der erste namentlich genannte Lehrer Wolfgang Eschlweck (oder Deschelweck) der Schule Martinsneukirchen geht auf das Jahr 1660 zurück. Im Jahre 1943 wurde der Ort wird an das elektrische Leitungsnetz angeschlossen.
Am Ende des Zweiten Weltkriegs im April 1945 begann die Deportation der KZ-Häftlinge aus dem KZ Flossenbürg in das KZ Dachau. Ein Todesmarsch führte ca. 750 Häftlinge durch die Ortschaft. Wer nicht mehr gehen konnte oder flüchten wollte, wurde von den Wachsoldaten erschossen. Die völlig erschöpften Leute wurden von SS-Männern mit Hunden und Waffen getrieben. Vier gehunfähige Häftlinge wurden beim Roidhof erschossen.
Martinsneukirchen war eine eigenständige Gemeinde, die 1948 an die Gemeinde Zell angeschlossen wurde. Der letzte Bürgermeister war Gottfried Niebauer.
1965 wurde ein neues Schulhaus und ein Lehrerwohngebäude gebaut. Das alte Schulhaus wurde von einer Firma als Industriebetrieb genutzt.
1968 wurde ein Schulverband gegründet, bestehend aus Schulen der Ortschaften Oberzell, Martinsneukirchen, Beucherling und Trasching. Die Schulleitung von Martinsneukirchen wurde somit nach Oberzell verlegt. 1987 wurde der Schulverband Zell aufgelöst, der Schulbetrieb in Martinsneukirchen wurde eingestellt und das ehemalige Schulhaus wurde von 1992 bis 1995 in ein Gemeindehaus mit Vereinsheim umgebaut. Im Jahr 1997 wurde in dieses Gebäude der Kindergarten St. Martin integriert.